# Kazuma Watanabe
Kazuma Watanabe (渡辺一馬?, Watanabe Kazuma; Tochigi, 5 maggio 1990) è un pilota motociclistico giapponese.
Due volte campione giapponese del campionato giapponese: in Superstock 600 nel 2013 e in Superstock 1000 nel 2021.

## Carriera
Le prime apparizioni nel mondo delle corse risalgono al 1995 quando, a 5 anni, prende parte ad alcune gare di minimoto. Dopo alcuni anni, nel 2005, riesce a debuttare nella classe 125 del campionato giapponese arrivando al 31º posto in classifica finale.
Per quanto riguarda le competizioni del motomondiale le sue prime presenze risalgono alla stagione 2006 dove ha preso il via in tre occasioni, nella classe 125 in sella ad una Honda RS 125 R del team Humangest Racing come pilota sostitutivo. In nessuna delle occasioni ha ottenuto un piazzamento tale da consentirgli di ottenere punti validi per la classifica mondiale.
Nel 2007 e nel 2008 le sue presenze si sono limitate alla partecipazione, grazie ad una wild card al Gran Premio motociclistico del Giappone, sempre nella stessa classe e con la stessa motocicletta; anche in queste due occasioni non ha ottenuto punti per la classifica. Le sporadiche apparizioni nel mondiale non gli hanno comunque impedito di proseguire la carriera nel campionato nazionale 125GP: si classifica infatti 12º nel 2006, 16º nel 2007 e 7º nel 2008.
Nel 2009 è tornato a gareggiare esclusivamente nelle competizioni nazionali giapponesi passando alle moto a 4 tempi di media cilindrata della categoria Superstock 600, arrivando all'11º posto nella classifica stagionale. Negli anni successivi rimane nella stessa categoria chiudendo la stagione 2010 al nono posto assoluto. Nel 2013 vince il campionato nazionale Superstock 600 conquistando quattro vittorie su un totale di sette gare e chiudendo con 16 punti di vantaggio sul secondo classificato, Ryūji Yokoe. Nel 2021 vince il secondo titolo nazionale, questa volta nella classe Superstock 1000, conquistando due vittorie e altri tre podi su un totale di sette gare stagionali, chiudendo con 16 punti di vantaggio sull'inseguitore, Kosuke Sakumoto.

## Risultati nel motomondiale
| 2006 | Classe | Moto  |  |  |  |  |  |  |  |  |  |  |    |  |  |  |     |    |    |  | Punti | Pos. |
| ---- | ------ | ----- |  |  |  |  |  |  |  |  |  |  | -- |  |  |  | --- | -- | -- |  | ----- | ---- |
| 2006 | 125    | Honda |  |  |  |  |  |  |  |  |  |  | NE |  |  |  | Rit | 20 | 30 |  | 0     |      |

| 2007 | Classe | Moto  |  |  |  |  |  |  |  |  |  |  |    |  |  |  |    |  |  |  | Punti | Pos. |
| ---- | ------ | ----- |  |  |  |  |  |  |  |  |  |  | -- |  |  |  | -- |  |  |  | ----- | ---- |
| 2007 | 125    | Honda |  |  |  |  |  |  |  |  |  |  | NE |  |  |  | 18 |  |  |  | 0     |      |

| 2008 | Classe | Moto  |  |  |  |  |  |  |  |  |  |  |    |  |  |  |     |  |  |  | Punti | Pos. |
| ---- | ------ | ----- |  |  |  |  |  |  |  |  |  |  | -- |  |  |  | --- |  |  |  | ----- | ---- |
| 2008 | 125    | Honda |  |  |  |  |  |  |  |  |  |  | NE |  |  |  | Rit |  |  |  | 0     |      |

| Legenda | 1º posto        | 2º posto            | 3º posto            | A punti      | Senza punti        | Grassetto – Pole position Corsivo – Giro più veloce |
| Legenda | Gara non valida | Non qual./Non part. | Ritirato/Non class. | Squalificato | '-' Dato non disp. | Grassetto – Pole position Corsivo – Giro più veloce |